# 타이거 일렉트로닉스
타이거 일렉트로닉스(영어: Tiger Electronics)는 미국의 장난감 회사이다. 각종 게임, 퍼비, 2-XL 등의 전자 장난감으로 유명하다. 1978년에 설립되었으며, 처음에는 축음기처럼 단순한 제품을 만들다가 휴대용 게임기를 위한 게임과 장난감을 개발하기 시작했다. R-존, Game.com 등의 휴대용 게임기를 출시하였다. 1998년 해즈브로에 인수되었다.